# Narathura bazaloides
Narathura bazaloides är en fjärilsart som beskrevs av William Chapman Hewitson 1878. Narathura bazaloides ingår i släktet Narathura och familjen juvelvingar. Inga underarter finns listade i Catalogue of Life.

## Bildgalleri

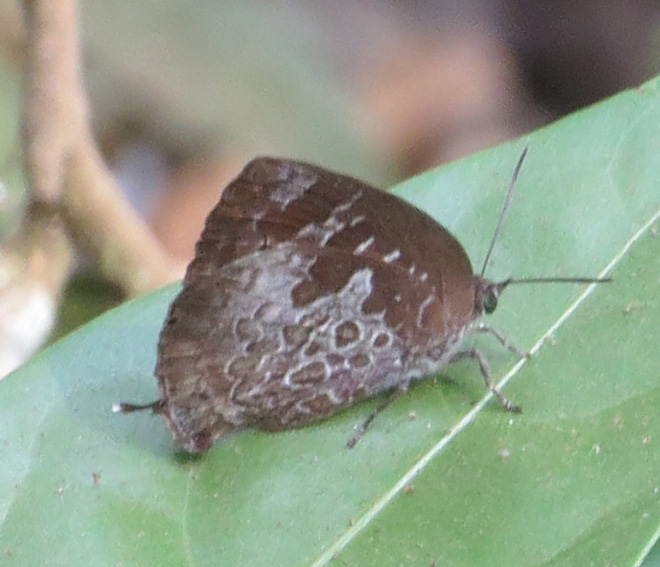